# ماكس وندغرين
ماكس وندغرين (بالسويدية: Max Lundgren)‏ هو كاتب للأطفال ورسام كارتون وكاتب وكاتب سيناريو سويدي، ولد في 22 مارس 1937 في لاندسكرونا في السويد، وتوفي في 27 مايو 2005 في مالمو في السويد.

## وصلات خارجية
- ماكس وندغرين على موقع IMDb (الإنجليزية)
- ماكس وندغرين على موقع قاعدة بيانات الأفلام السويدية (السويدية)
- ماكس وندغرين على موقع قاعدة بيانات الفيلم (الإنجليزية)